# نرگس فتحی
نرگس فتحی (متولد ۱۳۶۰) سردبیر سابق برنامه یک صبح یک سلام رادیو جوان صدا و سیما جمهوری اسلامی ایران است. وی همچنین سابقه همکاری با برنامه‌های روی خط جوانی، پارازیت، یک صبح یک سلام، جوانی آزاد، آلاچیق، سفید مثل شب، و مدت کوتاهی سردبیری جوان ایرانی سلام را برای رادیو داشت. 
وی هم‌اکنون صدابردار و نویسنده و هیچکاره رادیوست.

## پیوندهای بیرونی
- فایل صوتی درگیری گزارشگر رادیو با سرهنگ سپاه بخش خبری وبسایت گویا